# Mangelia nuperrima
Mangelia nuperrima är en snäckart som först beskrevs av Tiberi 1855.  Mangelia nuperrima ingår i släktet Mangelia och familjen kägelsnäckor. Inga underarter finns listade i Catalogue of Life.